# Camille Brandt
Pour les articles homonymes, voir Brandt.
Camille Brandt, né le 23 octobre 1884 à La Chaux-de-Fonds et décédé le 4 août 1971, est une personnalité politique suisse du canton de Neuchâtel, membre du Parti socialiste.

## Biographie
Camille Brandt est né le 23 octobre 1884 à La Chaux-de-Fonds. Il est le fils de Numa Brandt, un horloger chez Invicta et pionnier de la Première Internationale, et d'Anna Zumbrunn,. Après sa scolarité, qu'il effectue à La Chaux-de-Fonds, Camille Brandt devient fonctionnaire des Postes, télégraphes et téléphones (PTT) en 1901 et le reste jusqu'en 1924. Il travaille aussi bien à La Chaux-de-Fonds qu'en Suisse alémanique.
Il adhère au Parti socialiste en 1906. Il est membre un temps du Conseil général de La Chaux-de-Fonds. En 1922, il est élu au Grand Conseil du canton de Neuchâtel. Parallèlement, il devient membre du Conseil communal (exécutif) de la ville de La Chaux-de-Fonds en 1924 et y est chargé des finances, de l'office du travail et de l'instruction publique, notamment pendant la crise économique qui dure de 1930 à 1936. Dans ce cadre, il met sur pied un service d'orientation professionnelle et est l'un des créateurs de la maison des jeunes.
Il occupe ces deux fonctions jusqu'en novembre 1941, date à laquelle il est élu au Conseil d'État grâce à une alliance entre le Parti socialiste et le Ralliement neuchâtelois de Léo-Pierre Du Pasquier. Il est le premier socialiste à entrer à l'exécutif cantonal. Il est responsable du Département de l'intérieur et de l'instruction publique. Il effectue une réforme de l'enseignement secondaire et rapproche l'université de Neuchâtel du monde économique. Il préside également à la création de l'université populaire, développe les bourses d'études et institue des soutiens pour les bibliothèques. Il démissionne en 1953 et un autre socialiste chaux-de-fonnier, André Sandoz, lui succède.
Sur le plan suisse, il est membre du comité directeur du Parti socialiste et du comité de Pro Helvetia (1944-1952) et il est vice-président du comité de Pro Senectute. Il préside également la Commission suisse de l'UNESCO.
Il décède le 4 août 1971 à Neuchâtel ou à La Chaux-de-Fonds.